# Squamoptera fulva
Squamoptera fulva är en kackerlacksart som beskrevs av Bruijning 1948. Squamoptera fulva ingår i släktet Squamoptera och familjen småkackerlackor. Inga underarter finns listade i Catalogue of Life.